# Мост „Сан Матео-Хейуърд“
Мостът „Сан Матео-Хейуърд“, често наричан само Мост „Сан Матео“ (на английски: San Mateo-Hayward Bridge), е мост, свързващ окръг Сан Матео на Санфранцисканския полуостров с окръг Аламида в Източния залив през Санфранцисканския залив в щата Калифорния, Съединени американски щати.
Мостът Сан Матео е най-дългият мост в Района на Санфранцисканския залив. Мостът е дълъг 11,27 км (7 мили). Другата част на моста е подпора, която съставлява останалата част на моста дълга 8,16 км (5,10 мили).
Мостът е част от Калифорнийски щатски път 92. В западната част на моста Сан Матео-Хейуърд е град Фостър Сити, а в източната град Хейуърд.
Първоначалният мост е бил построен през 1929 г. През моста всекидневно преминават около 81 000 автомобила и други моторни превозни средства. Мостът няма традиционните пилони типични за някои от другите мостове в залива, като например мостовете Голдън Гейт и Моста на Залива, а по-голямата му част е разположена доста близо до водната повърхност на залива.